# Границы Чигера
Границы Чигера — это границы второй по величине собственного значения матрицы переходных вероятностей дискретной по времени цепи Маркова с конечным числом состояний и возвратными состояниями. Она может рассматриваться как специальный случай неравенства Чигера в экспандерах.
Пусть {\displaystyle X} будет конечным множеством и пусть {\displaystyle K(x,y)} будет вероятностями переходов для цепи Маркова на {\displaystyle X}. Предположим, что цепь имеет стационарное распределение {\displaystyle \pi }.
Определим
{\displaystyle Q(x,y)=\pi (x)K(x,y)}
и для {\displaystyle A,B\subset X} определим
{\displaystyle Q(A\times B)=\sum _{x\in A,y\in B}Q(x,y).}
Определим константу {\displaystyle \Phi } как
{\displaystyle \Phi =\min _{S\subset X,\pi (S)\leqslant {\frac {1}{2}}}{\frac {Q(S\times S^{c})}{\pi (S)}}.}
Оператор {\displaystyle K,}, действующий на пространстве функций из {\displaystyle |X|} в {\displaystyle |X|}, определённый выражением
{\displaystyle (K\phi )(x)=\sum _{y}K(x,y)\phi (y)\,}
имеет собственные значения {\displaystyle \lambda _{1}\geqslant \lambda _{2}\geqslant \cdots \geqslant \lambda _{n}}.  Известно, что  {\displaystyle \lambda _{1}=1}.   Границы Чигера являются границами второго по величине собственного значения {\displaystyle \lambda _{2}}.
 Теорема (границы Чигера):
{\displaystyle 1-2\Phi \leqslant \lambda _{2}\leqslant 1-{\frac {\Phi ^{2}}{2}}.}